# Fenyér

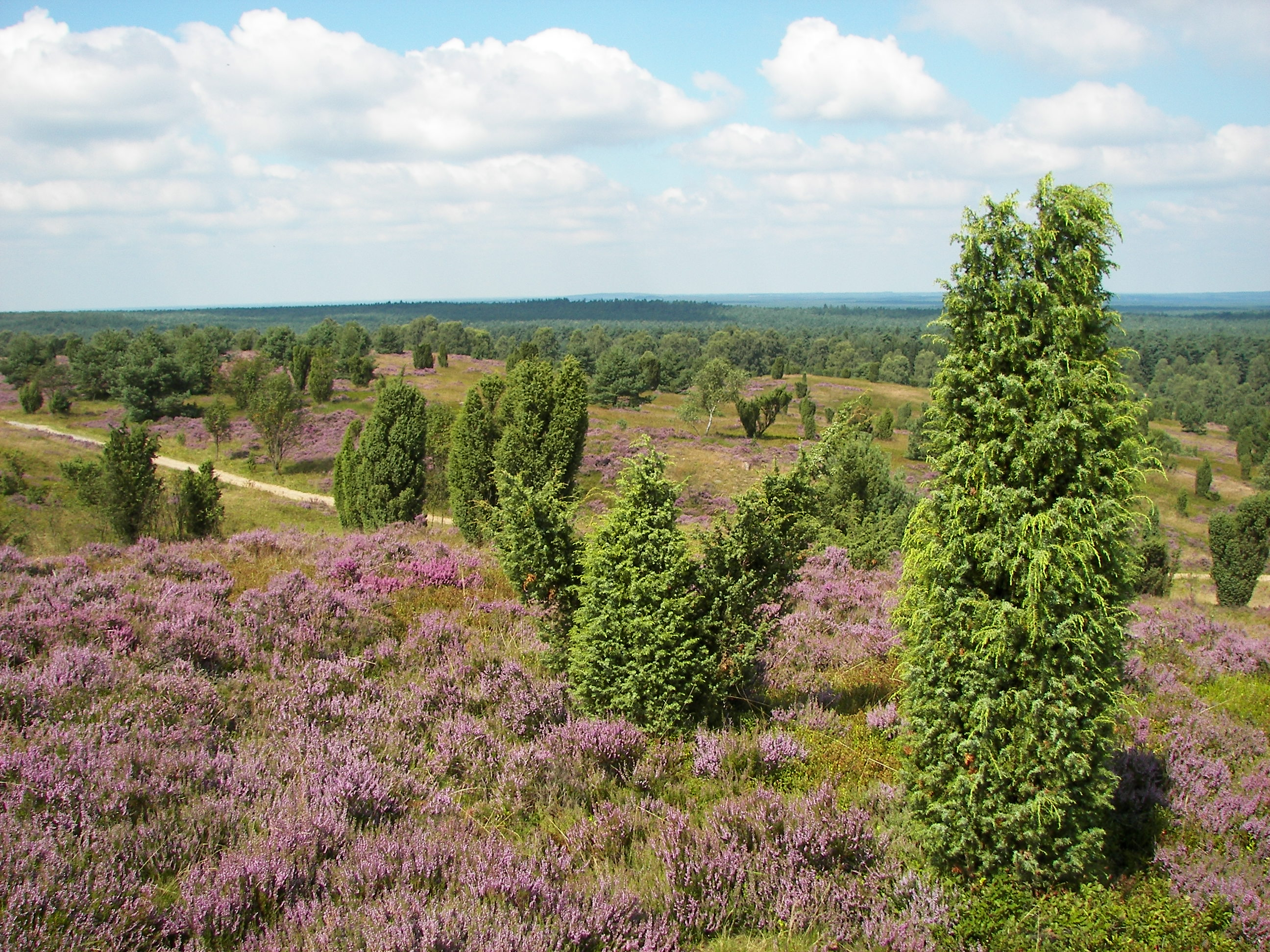
Fenyér Alsó-Szászországban, csarabbal (Calluna vulgaris) és közönséges borókával (Juniperus communis)

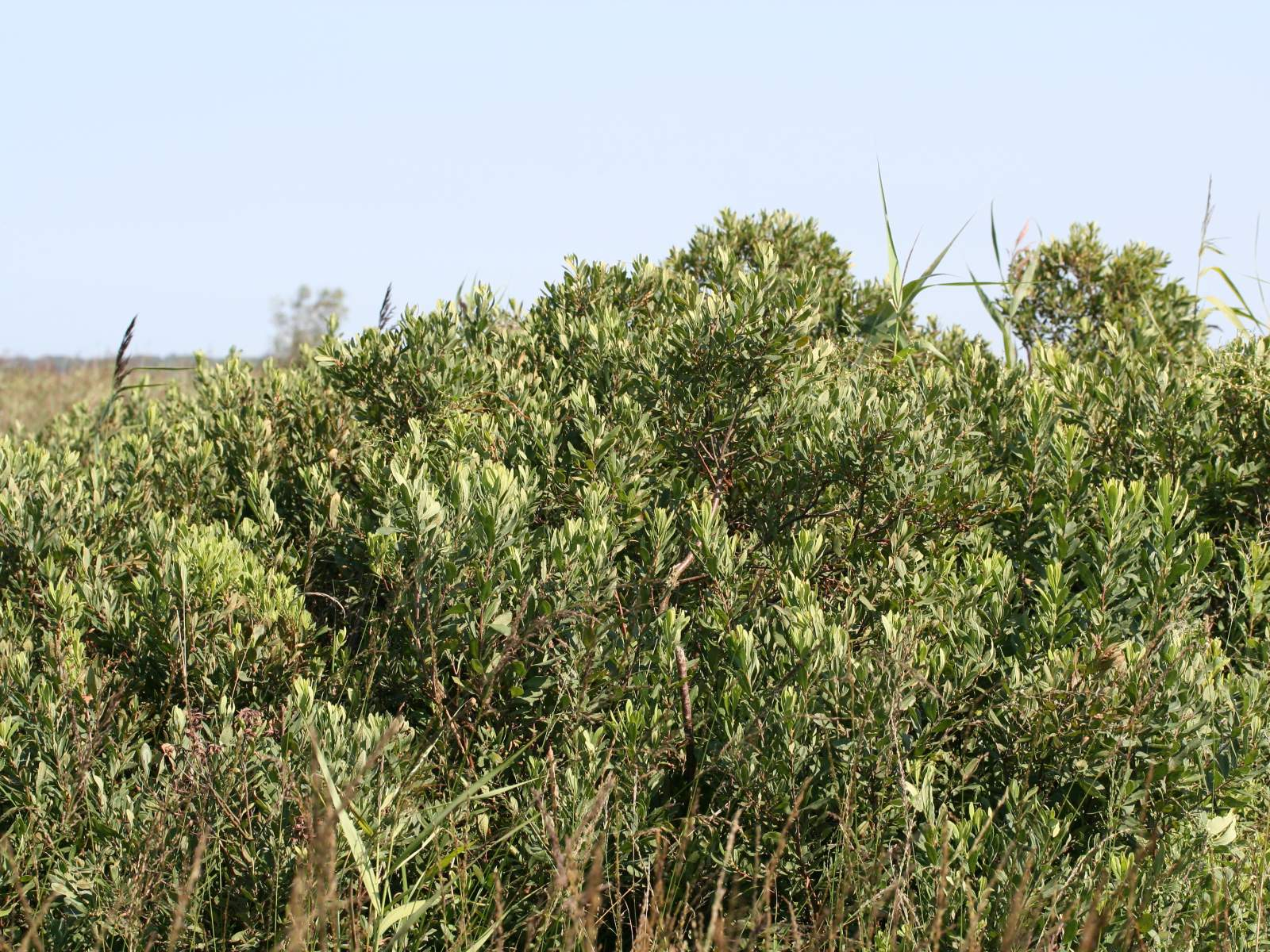
Fenyérmirtusz (Myrica gale)

A fenyér sík, általában mészben szegény, savas talajon termő törpecserjékkel ritkásan benőtt élőhely. Földrajzi elhelyezkedésétől függően a jellemző élőlények, élőlénytársulások sokfélék lehetnek. A magyar fenyér szó eredeti jelentésében a Kárpát-medence megfelelő élőhelyeit jelölte. Manapság gyakran Nyugat-Európa hangafélékkel jellemzett élőhelyeit értik alatta, az angol heath, illetve a német Heide szavak fordításaként – ezek pontosabb megnevezése a hangás fenyér.
A fenyér szó több jellemző növényfajának nevében szerepel. Ilyen a fenyércirok (Sorghum halepense), a fenyérfű (Andropogon ischaemum), a fenyérgamandor (Teucrium scorodonia), a fenyérmirtusz (Myrica gale), és a fenyérsás (Carex ericetorum).

## A szó jelentésének változása
Éppen növényzete alapján Fenyér volt a Duna és a Lajta közötti síkság történeti tájneve. Ez a korai magyar állam határvidékekén magyar terület volt. A magyar államhatár I. István uralkodása alatt alakult ki. A magyar lakosság az Árpád-korban a német-osztrák hadak gyakori betörései miatt szinte teljesen kipusztult. Helyükre korán németek, az úgynevezett Heidenbauerek települtek. Az első világháború után a Fenyér nagyrészt Ausztria részévé vált, keleti fele (Pozsony környéke) pedig 1948-ban Csehszlovákiához került. Jelenleg Szlovákia része.
Ezekkel a tájegységi viszonyokkal teljes összhangban A Pallas nagy lexikona szerint a fenyér sík, bokros, vízjárta föld. Hasonló értelemben határozza meg a szót a Magyar Értelmező Kéziszótár. Nem utal az ártérre a kétkötetes Révai lexikon, amely szerint a fenyér a mészben szegény talajok gyéren füvesedett, nyírfákkal és borókabokrokkal tarkított, jellegzetes tájtípusa.
A 20. században egy, ettől a hagyományostól különböző jelentés szorította ki a régit. Jellemzően a skót felföld, illetve Nyugat-Európa jellegzetes hanganövényzetét (a növénytársulást és a termőhelyet is) kezdték fenyérnek nevezni. Így használják ezt a szót számos romantikus angol regény magyar fordításában.
A különböző értelmezések annyiban egyeznek, hogy a fenyér mészmentes, ritkás növényzetű termőhely.
A jelentés változását a Kertészeti lexikon 1963-as kiadása „szentesíti”, és a fenyért az úgynevezett Heide-vegetációval azonosítja. A Magyar nagylexikon hallgatólagosan elfogadja az új jelentést, amikor anélkül, hogy a fogalmat önállóan meghatározná, fenyérfutó (Calidris alba) néven a szalonkafélék egy, a tundraövezetben élő faját ismerteti. Egyértelműen a Kertészeti lexikonéval összhangban álló meghatározást ad a szóra a Környezet- és természetvédelmi lexikon.
A fentiek alapján meghatározott fenyéreket a növényföldrajz a  sovány legelők és félcserjések (Calluno-Ulicetea Br.-Bl. et R. Tx. ex Klika & Hadač 1944) társulástani osztályába sorolja.
Két fő típusuk a hangás fenyér (ami Magyarországon nem fordul elő) és a rekettyés fenyérek (Genistion pilosae Duvigneaud 1942) társulástani csoportjába sorolt csarabos fenyér.

## Hangás fenyér

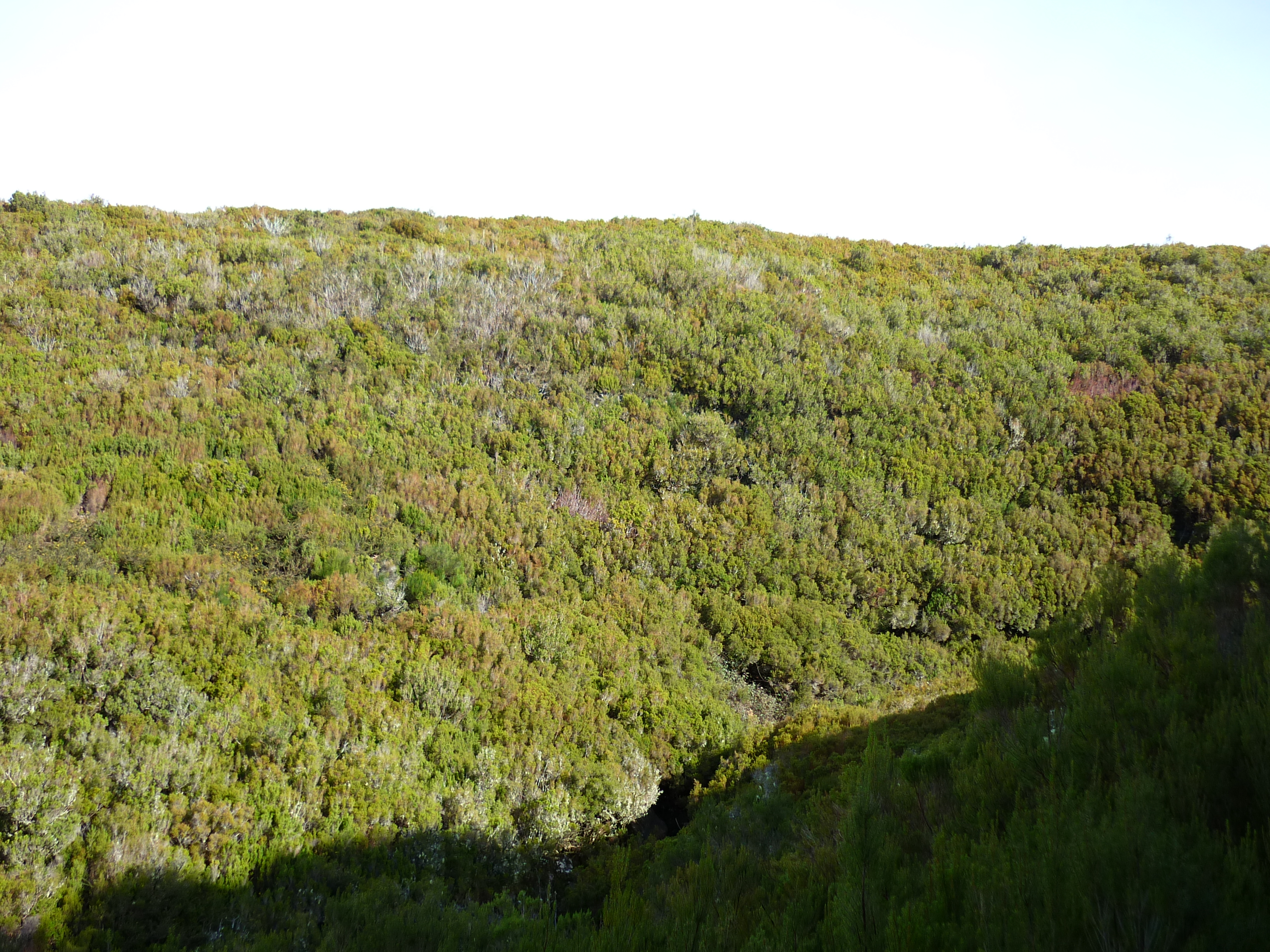
Cserjés hangás (Erica arborea) fenyér (Madeira, a Ribeira da Janela völgyének felső szakaszán)

A hangás fenyér atlantikus törpecserjés növénytársulás Európa hűvös, csapadékos, nitrogén- és bázisszegény termőhelyein, valamint a magashegységek szubalpin régiójában. Jellegzetes talaja a hangaföld, avagy fenyértalaj. A savanyú, podzolos jellegű talajt sok szerves anyagot tartalmazó humuszszint fedi. Ez a talaj sok tápanyagot tartalmaz, de igen savanyú, aminek következtében a szerves anyag lassan bomlik le, abból kevés mobilizálódik. Ez különösen kedvez a hangafélék fejlődésének, ezért a fenyértalajt a dísznövénytermesztésben is a mészmentes talajt igénylő hangafélék termesztésére használják. Sajátos kémhatása miatt a hangaföld mikroflórája és -faunája is különleges.
A hangás fenyér jellegzetes tájképalkotó növényei a hangafélék (Ericaceae) közé tartoznak, de előfordulnak más törpecserjék is. Ezek mellett gyakori a közönséges boróka (Juniperus communis) és a különböző mohák.
Jellemző előfordulási területe Nyugat-Európa, valamint Dél-Chile.
A fenyér természetes úton is kialakulhat a savanyú, tápanyagszegény homok- és kavicstalajokon, kiszáradó lápokon, a leggyakrabban azonban az erőirtások helyén és a legelőkön, másodlagos növénytársulásként fejlődik ki.

## Csarabos fenyér

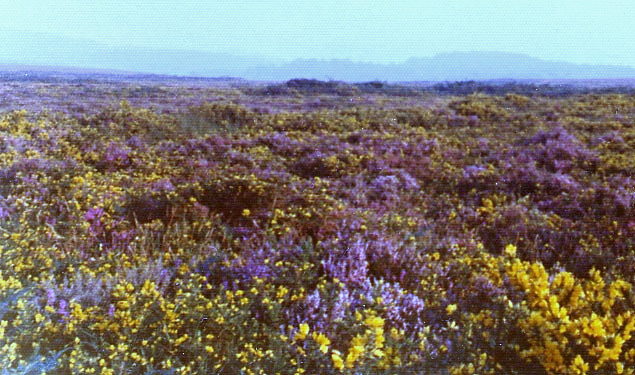
Fenyér az angliai Devonban. Nyílnak a csarab (Calluna vulgaris) lila és a gall sünzanót (Ulex gallii) sárga virágai

A csarabos fenyérek főleg Északnyugat-Európában gyakoriak onnan észak, illetve kelet felé egyre ritkábban találni őket. Talajuk podzolosodó barna erdei talaj, podzol vagy savanyú tőzegtalaj és ranker. Csapadékosabb területeken a talajban akár cementált vízzáró réteg, ún. vaskőfok (Ortstein) is kialakulhat. Magyarországon főleg a csapadékosabb részeken (nyugaton és északkeleten) fordulnak elő, többnyire másodlagosan, pionír vegetációként a savanyú talajú lombos erdők és fenyvesek irtásaiban.
A csarabos fenyérek főleg antropogén hatásra alakultak ki még a történelem előtti időkben, a kiirtott mészkerülő lombos erdők és lucosok helyén. Az ilyen, szekunder pionír termőhelyeken a szukcesszió kezdeti fázisában különösen a felszabaduló tápanyagot jól hasznosító csarab, valamint a füvek és más lágyszárúak kerülnek előnybe. Később a hangafélék savanyú avarában keletkező telítetlen humuszsavak kimossák az ásványi sókat, és ettől a talaj fokozatosan leromlik. A termőhely beerdősülését akadályozza a legeltetés, az alomgyűjtés, a gyeptéglavágás, a kaszálás és az égetés; ezek a tevékenységek egyúttal a talaj degradálódását is elősegítik. 
Természetes termőhelyei a szekundereknél jóval kisebbek; csak szilikátos sziklakibúvások környékén és törmeléklejtőkön, valamint lápok szegélyein alakulnak ki.
Jellemző fajaik:
- közönséges csarab (Calluna vulgaris),
- háromfogfű (Danthonia decumbens),
- sváb rekettye (Genista germanica),
- selymes rekettye (Genista pilosa),
- szárnyas rekettye (Genista sagittalis),
- fekete áfonya (Vaccinium myrtillus),
- vörös áfonya (Vaccinium vitis-idaea),
- dunántúli sás (Carex fritschii),
- ernyős körtike (Chimaphila umbellata),
- kapcsos korpafű (Lycopodium clavatum),
- részeg korpafű (Huperzia selago),
- fehér perjeszittyó (Luzula albida)
- és számos moha:
  - Leucobryum glaucum,
  - Dicranum scoparium,
  - Dicranum undulatum,
  - Polytrichum juniperinum.

Magyarországon két növénytársulásukat különböztetjük meg. Ezek:
- fekete áfonyás – csarabos fenyér (Luzulo luzuloidis - Callunetum myrtillietosum),
- nyíres – csarabos fenyér (Luzulo luzuloidis - Callunetum betuletosum).

Mindkét társulás megtalálható az Uzsai csarabos erdő természetvédelmi területen.